# Живородящие растения

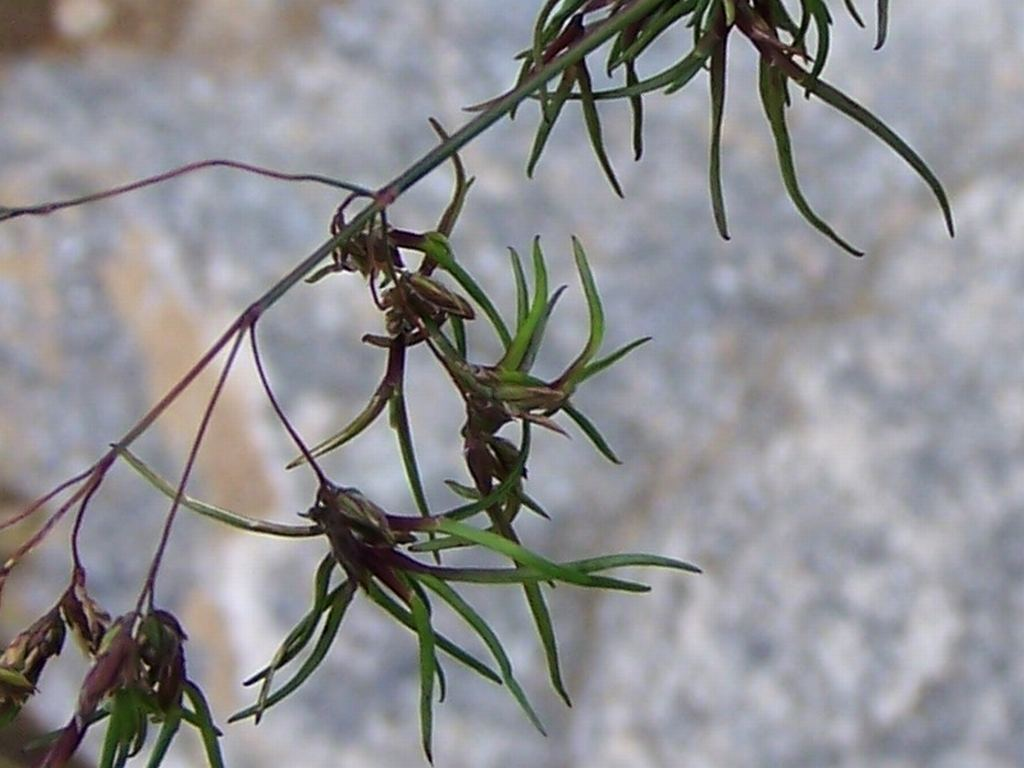
Живородящая форма альпийского мятлика с проросшими луковичками, сформировавшимися в колосе вместо цветков

Живородящие растения (лат. plantae viviparae) — растения, размножающиеся путём формирования на надземных органах маленьких новых организмов, способных к самостоятельному существованию. Эти растеньица падают затем на землю и развиваются во взрослую особь.

## Вивипария

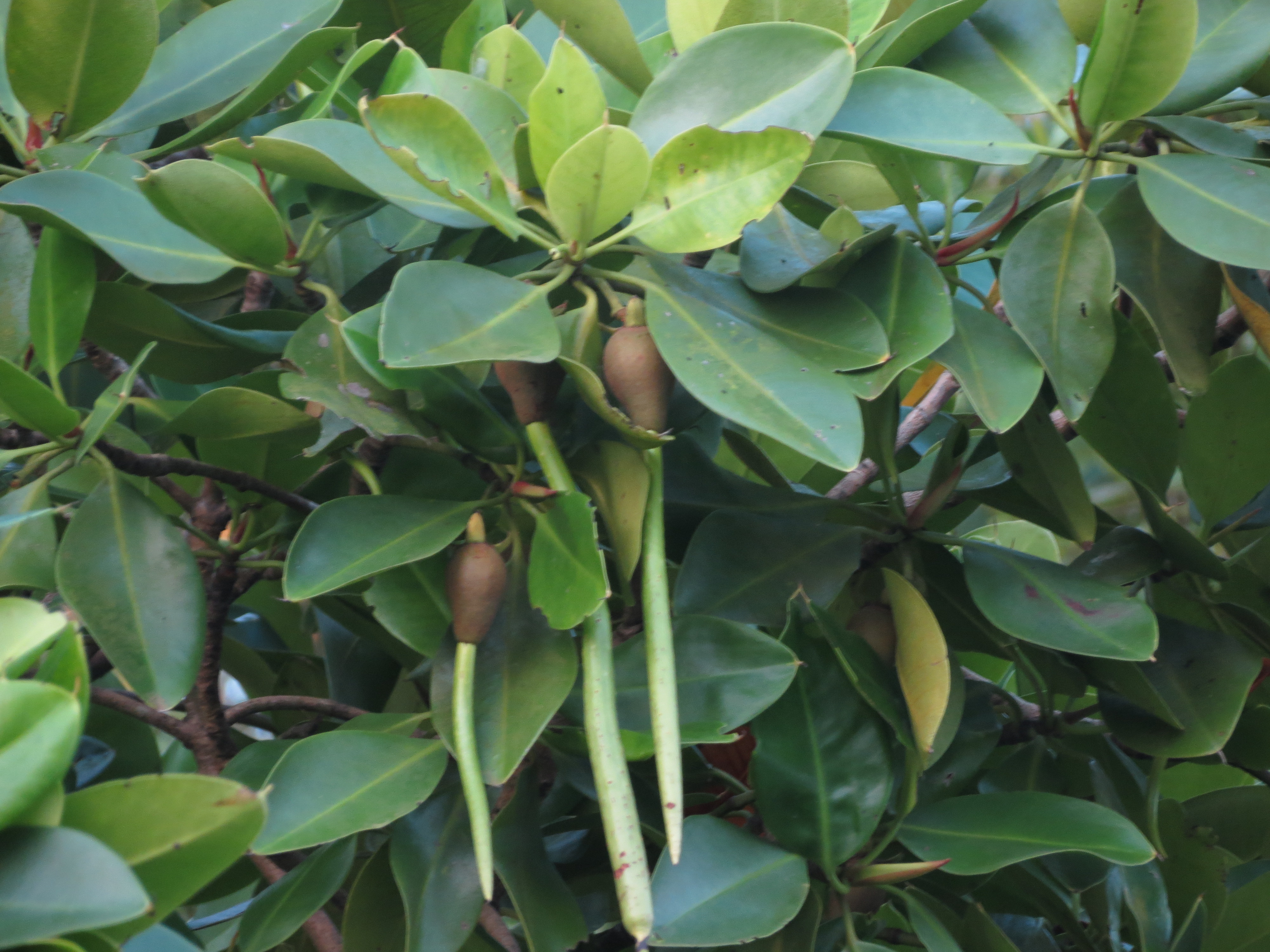
Семена с проростками на ветвях Ризофоры остроконечной

Вивипария — прорастание семян в ещё не зрелых плодах, не утративших физиологическую связь с материнским растением. Характерна для мангровых растений. После оплодотворения проросток растёт либо внутри плода, либо прорастает через плод наружу. Превращение цветков в луковички и клубеньки тоже называют вивипарией. «Прорастание на корню» у некоторых злаковых не считается вивипарией, так как у них начинают расти зерновки, утратившие физиологическую связь с материнским растением.

## Вегетативное живорождение

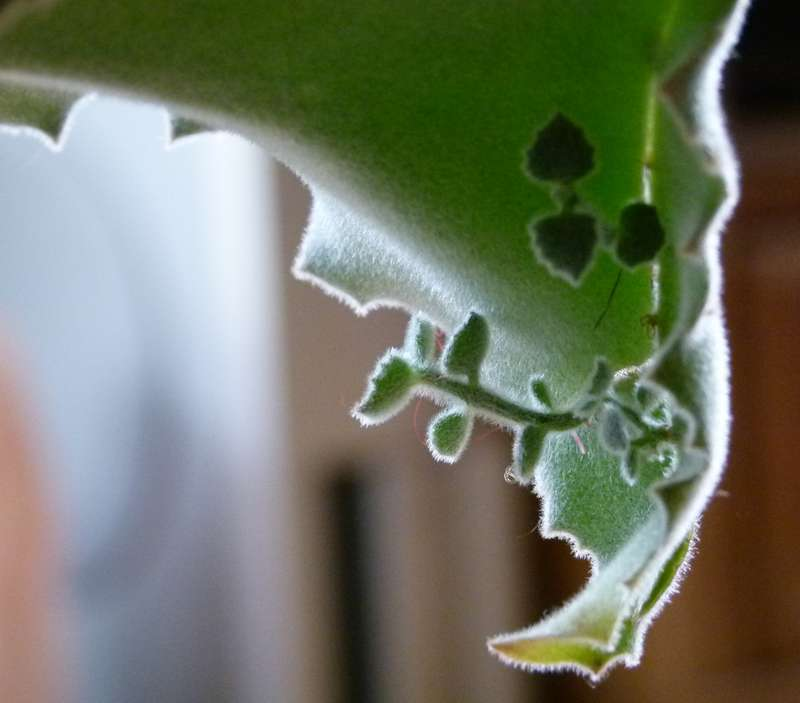
Лист каланхоэ с «детками»

Распространено у растений, обитающих в экстремальных условиях: арктическом поясе, высокогорьях, засушливых районах. В этом случае живорождение является лучшей стратегией размножения, поскольку из-за короткого периода вегетации семена могут не вызреть.
Обыкновенные вегетативные почки, олиственные побеги (очиток, камнеломка), надземные столоны (зубянки, лилии, молодило), а также луковички (некоторые мятлики), клубеньки (гречиха), возникающие у многих растений вместо цветков, могут играть роль отводков. Этот вид размножения встречается и у некоторых тропических папоротников, причём на листьях их из скоплений клеток меристемы развиваются отводки («детки»), переходящие к самостоятельному образу жизни лишь по достижении довольно высокой степени развития. Так, листья различных видов костенца покрыты обыкновенно как бы многочисленными сеянцами, каждый из которых успевает развить по несколько листочков.
Ложная вивипария — способ вегетативного размножения при помощи расположенных в области соцветия пазушных почек с утолщенным стеблем (бульбочек), или  с утолщенными чешуями (бульбилл).